# Sinopterus
Sinopterus (en griego "ala china") es un género extinto de pterosaurios pterodactiloideos  de la familia Tapejaridae del Cretácico Inferior hallados en la Formación de Jiufotang (Liaoning, China).

## Descripción y clasificación

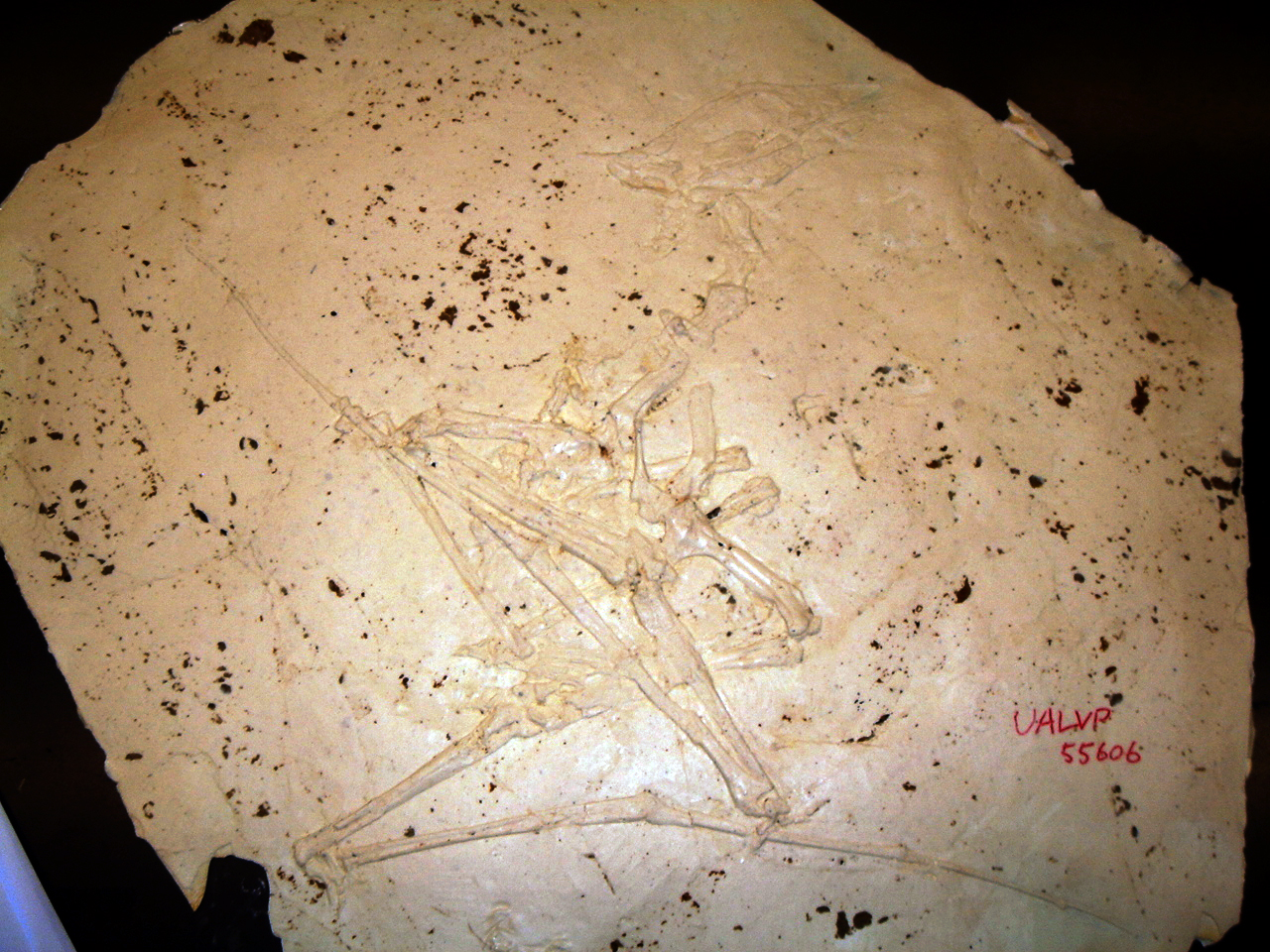
Réplica del holotipo de S. dongi.

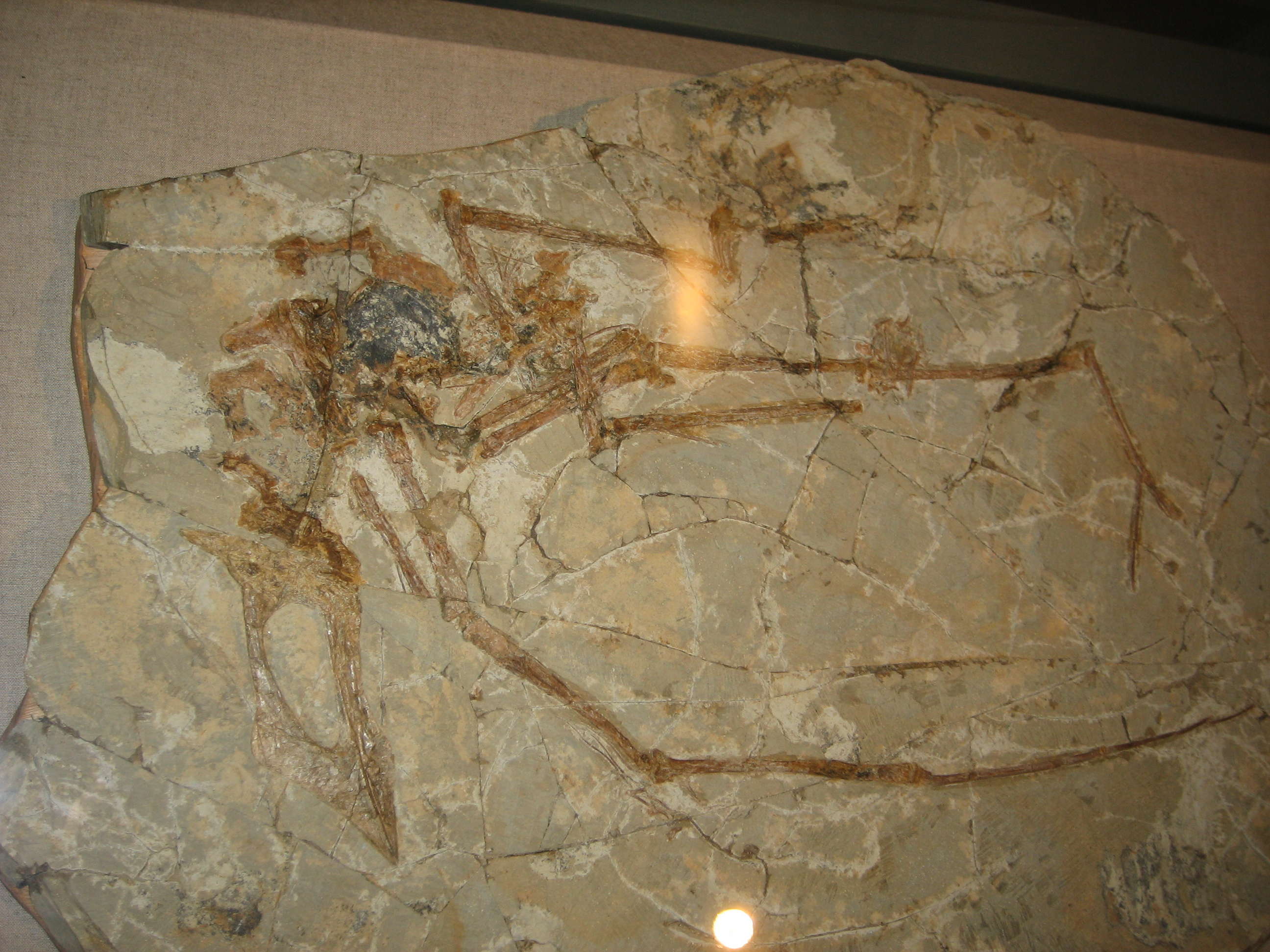
Esqueleto fósil.

La especie tipo, S. dongi, se basa en el holotipo IVPP V13363, un esqueleto articulado y casi completo. El cráneo de este individuo medía 17 centímetros de largo, y la envergadura se estima en 1.2 metros. Se caracteriza por es cráneo proporcionalmente largo provisto de un pico sin dientes que recuerda al de las aves. Tenía una larga cresta ósea dirigida hacia atrás y acabada en punta. Los autores sugirieron que era un omnívoro, y señalaron que era el primer registro de un tapejárido por fuera de Brasil, así como el más antiguo y completo miembro conocido de esta familia.
Una segunda especie, S. gui, fue nombrado por Li, Lü y Zhang en 2003 basado en BPV-077, otro esqueleto de la Formación Jiufotang. Este difiere de S. dongi mayormente por su tamaño emnor (solo la mitad del tamaño de S. dongi) y la presencia de un notarium, aunque esto se ha controvertido. Muchos estudios posteriores han encontrado que S. gui simplemente represneta un espécimen más joven de S. dongi.
Una tercera especie fue referida a Sinopterus en 2007, S. jii. Esta especie fue nombrada originalmente por Lü y Yuan en 2005 como la especie tipo de un nuevo género, al cual denominaron Huaxiapterus. Sin embargo, dos estudios posteriores publicados en 2007 y 2011 mostraron que H. jii estaba en realidad más cercanamente relacionado con Sinopterus que a las dos otras especies asignadas a Huaxiapterus, "H." corollatus y "H." benxiensis. Ambos grupos de investigadores concluyeron que Huaxiapterus jii debería en consecuencia ser reclasificado como Sinopterus jii, y que las dos otras especies de "Huaxiapterus" requieren un nuevo nombre de género.